# Hồng Sơn, Hà Nội
Hồng Sơn là một xã thuộc thành phố Hà Nội.

## Địa lý
Xã Hồng Sơn có vị trí địa lý:
- Phía Bắc giáp xã An Mỹ và Tuy Lai.
- Phía Đông, Đông Nam giáp xã Lê Thanh.
- Phía Nam giáp xã Hợp Tiến.
- Phía Tây giáp xã Cao Dương, huyện Lương Sơn, tỉnh Hòa Bình.

Xã Hồng Sơn gồm các thôn (thôn 1-> thôn 7): Đặng(1); Hạ Sở(2); Trung(3); Thượng(4); Vĩnh An(5); Bình Lạng(6); Thanh Lợi(7)!

## Di tích
Làng Đoan Nữ nằm bên sông Đáy, xưa thuộc tuyến đường hành quân từ kinh đô Hoa Lư đi dẹp loạn các sứ quân ở Cổ Loa, Phong Châu, Đỗ Động Giang của Đinh Bộ Lĩnh. Hiện nay trên địa bàn xã có đình Đoan Nữ và đền Vua Đinh Tiên Hoàng là những nơi thờ Đinh Bộ Lĩnh gắn với các sự kiện lịch sử nêu trên.
Lễ hội làng Đoan Nữ diễn ra vào 15 tháng Giêng hàng năm tôn vinh vua Đinh Tiên Hoàng và các danh tướng: Đông Hải Đại vương, Đức Thần Hầu.
Hồng Sơn có dãy núi đá vôi ở phía Tây. Một số núi có tên là: Núi Phổ Đà, Núi Yên Ngựa, Núi Con Mối... (nhưng chủ yếu được gọi là núi Phổ Đà). 
Chân núi và trên núi Phổ Đà có quần thể: Chùa Cao - Bàn Long Tự. Chùa cao với cảnh sắc sơn thủy hữu tình được nhiều người đến chiêm bái, tham quan.